# Kamifukuoka (Saitama)
Kamifukuoka (上福岡市 Kamifukuoka-shi?) Es  una ciudad que se encontraba en Saitama, Japón. El 1 de octubre de 2005 se fusionó con el pueblo de Ōi para conformar la ciudad de Fujimino.

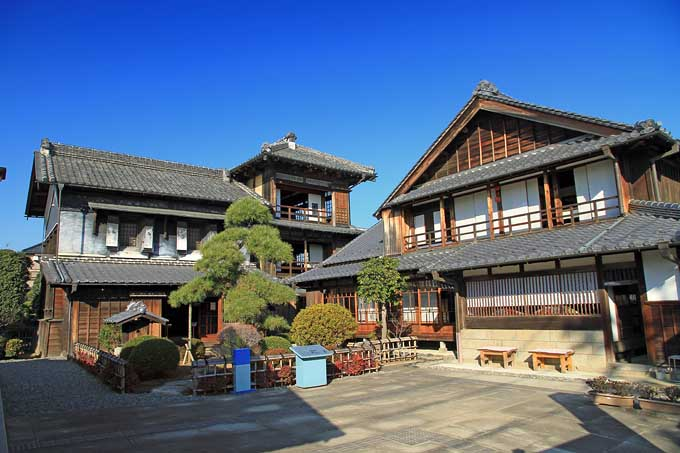
Salón Conmemorativo de la Ribera de Fukuoka de la ciudad de Fujimino, Prefectura de Saitama

Según datos de 2003, la ciudad tenía una población estimada de 54.486 habitantes y una densidad de 8.000,88 personas por km&sup2. El área total fue de 6,81 km&sup2.
La ciudad fue fundada el 10 de abril de 1972.